# Petey Scalzo
Pour les articles homonymes, voir Scalzo.
Petey Scalzo est un boxeur américain né le 1er août 1917 à New York et mort le 15 juin 1993.

## Carrière
Passé professionnel en 1936, il remporte le titre vacant de champion du monde des poids plumes NBA (National Boxing Association) le 15 mai 1940 après sa victoire par arrêt de l'arbitre au 6e round contre Frankie Covelli. Scalzo conserve son titre face à Bobby Ivy et Phil Zwick mais s'incline par KO au 5e round contre Richie Lemos le 1er juillet 1941. Il met un terme à sa carrière en 1943 sur un bilan de 90 victoires, 15 défaites et 6 matchs nuls.